# Autovía A-92G

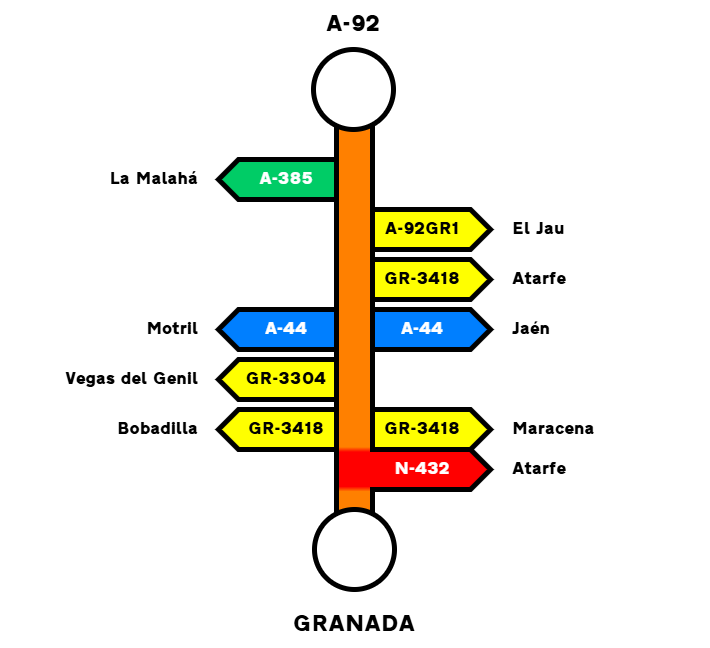
Itinerario de la A-92G.

La A-92G o Autovía de Santa Fe a Granada es una autovía autonómica andaluza que comunica las localidades andaluzas de Santa Fe y Granada, en la provincia de Granada. Este tramo pertenece a la Red Básica Estructurante del Catálogo de Carreteras de la Junta de Andalucía catalogada como De Santa Fe a Granada con 8,95 kilómetros de longitud.
Inicia en el enlace 230 de la A-92, en Santa Fe, y finaliza en la Avenida de Andalucía con la carretera nacional N-432, en el barrio de Angustias-Chana-Encina de la localidad de Granada, y es la principal vía de acceso a Granada para quien provenga de Andalucía Occidental y sirve como acceso al Aeropuerto Federico García Lorca Granada-Jaén. En el futuro enlazarán con la autovía GR-43 (Pinos Puente - Granada) y la autovía A-81 (Badajoz-Granada por Córdoba), que seguirá el mismo trazado que la actual N-432.

## Tramos
| Denominación | Tramo                                                  | Kilómetros | Año servicio |
| ------------ | ------------------------------------------------------ | ---------- | ------------ |
| A-92G        | Santa Fe A-92 - Angustias-Chana-Encina (Granada) N-432 | 9          | 1990         |

## Salidas
| Estación de servicio BP Santa Fe |

| Estación de servicio BP Santa Fe |

| Estación de servicio GRANASOL Maribelo |

| estación de servicio Estación de servicio REPSOL Santa Fe |